# منتخب الإكوادور لكرة السلة للسيدات
منتخب الإكوادور الوطني لكرة السلة للسيدات (بالإسبانية: Selección femenina de baloncesto de Ecuador) هو ممثل الإكوادور الرسمي في المنافسات الدولية في كرة السلة للسيدات.